# Maxwell's Silver Hammer
《Maxwell's Silver Hammer》是由英國搖滾樂團披頭四成員保羅·麥卡尼創作、收錄於專輯《艾比路》的1969年歌曲。（作品上是以藍儂-麥卡尼「Lennon–McCartney」的名義發表）

## 概要
歌曲內容是描述著一名叫做麥斯威爾·愛迪生（Maxwell Edison）的少年，在精神異常的情況下用一把銀色榔頭將自己的女友、及學校老師給敲死的詭異內容。在歌詞的開頭中曾出現「荒誕玄學」（pataphysical），則是麥卡尼取自19世紀法國作家阿佛列·傑利所發明的字詞。
披頭四成員約翰·藍儂當時認為這首歌不過是另一個「麥卡尼的老奶奶風格爛歌曲」、並與麥卡尼起爭執而未參加錄製。之後在1970年藍儂發表單曲《Instant Karma》則曾表示著《Maxwell's Silver Hammer》是一種「業」的表現，並比喻著當你做了一件不好的事、下一秒可能會出現銀榔頭敲打你的腦袋。

## 演奏成員
- 保羅·麥卡尼：主唱、和聲、電吉他、鋼琴、音樂等化器
- 喬治·哈里森：和聲、電吉他、六弦貝斯
- 林哥·史達：和聲、鼓、鐵鉆敲擊
- 喬治·馬丁：風琴
- 梅爾·伊凡斯：鐵砧敲擊※（《Let it be》影片版本）

## 翻唱者
- 史提夫·馬丁：在1978年與披頭四專輯《比伯軍曹寂寞芳心俱樂部》同名的音樂電影裡翻唱。